# Мішкоатль
Мішкоатль, Се Текпатль Мішкоатль (науатль Mixcōhuātl, ісп. Mixcoatl) — один з тольтецьких ватажків, син Мітла, брат Ігуітімаля.
Очолив теочічімеків, відгалуження тольтеків, що відкремилися від співплемінників і переселилися на південь. Заснував Кулуакан. Одружився з місцевою жінкою на ім'я Чимальман, яка народила сина Топільцина. Загинув за загадкових обставин, можливо від рук вбивць, надісланих Ігуїтімалем.